# Editta braun company
Die editta braun company ist eine 1989 in Salzburg (Österreich) von Editta Braun gegründete Tanzkompanie.
Seit ihrer Gründung entwickelt die aus einem Team internationaler Tänzer, Komponisten, Dramaturgen und Lichtdesignern bestehende Company jährlich neue Bühnenproduktionen aus den Bereichen zeitgenössischer Tanz, Tanztheater und Physical Theater. Mit ihrem expressiven und theatralischen Stil, ihrer gesellschaftspolitischen Ausrichtung und ihrer Fortentwicklung des Körperillusionstheaters (Luvos-Reihe) hat die editta braun company internationales Ansehen erworben und mehrere künstlerische Auszeichnungen erhalten.

## Entwicklung
Die Gründung der Company folgte dem Schaffensprozess der Choreographin im Rahmen der von ihr und Beda Percht gegründeten Künstlergruppe Vorgänge, die bis 1990 wirkte: Aus einer Truppe politisch engagierter Sportstudenten hatte sich ab 1982 das Kollektiv Vorgänge entwickelt, dem neben Beda Percht und Editta Braun u. a. Wolf Junger, Ekke Hager, Anna Hauer, Marion Hackl und Annette Mäser angehörten. Das Kollektiv Vorgänge gilt in Österreich als Gründergeneration und hat mit seiner Form des Bewegungstheaters die Entwicklung der zeitgenössischen österreichischen Tanzlandschaft entscheidend mitgeprägt. Der internationale Durchbruch gelang 1986 mit Lufus: „Zur Musik von Art Zoyd war Lufus ein 20-minütiges Stück der Beine und der Hintern. Fast ganz nackt wühlten sich die Körper in der Erde, formten künstlerische Gebilde. Rhythmisches Stampfen und das Zusammenführen der einzelnen Glieder verdichteten die Atmosphäre zu einem genialen Gruppengeist.“. Das Stück wurde vom ORF verfilmt, nahm am Concours chorégraphique International de Bagnolet 1986 in Paris teil und gewann dort – zusammen mit Saburo Teshigawara – den Preis für die innovativste Choreographie. Nach Auflösung des Kollektivs entwickelten sich die Mitglieder in unterschiedliche Richtungen. Editta Braun gründete 1989 ihre eigene Company, die editta braun company – „kein fixes Ensemble, aber kontinuierliche Arbeit mit ein paar wenigen Kräften“, wie Andrea Amort 2001 schreibt.
Von Anfang an prägten die Arbeit der Company zwei unterschiedliche Richtungen: Einerseits ein explizit politisch engagierter Ansatz rund um Themenkomplexe wie interkulturelle Kommunikation, z. B. Voyage à Napoli (1994), manifest (2002), Coppercity 1001 (2007), schluss mit kunst (2011), derzeit wohnhaft in (2013), Wege eines friedlichen Zusammenlebens, z. B. König Artus (2010), trails (2018) und feministische Fragestellungen, z. B. Collision (1992, mit Jean-Yves Ginoux), La vie, c’est contagieux (1994, mit Jean Babilée), Heartbeat (1997, mit Thierry Zaboitzeff) und Eurydike (2004). Die feministischen Fragestellungen verfolgt die Company in jüngster Zeit mit einem rein weiblichen Ensemble weiter, etwa Paula (2014), Layaz (2019), long life (2021) und NaYmA (2022). Andererseits entspringt dem Bewegungsstil der Company, in dem kraftvoll-sportlich-dynamische mit lyrisch-poetisch-zarten Bewegungsqualitäten verbunden werden, eine tiefgehende Suche nach den Grenzen der physischen Möglichkeiten des menschlichen Körpers. Mit Lufus suchten schon die Vorgänge in der Reduktion auf einzelne Körperteile den menschlichen Körper vergessen zu lassen, mit Luvos, vol. 2 (2001), planet LUVOS (2012) und Close Up (2015) bzw. Close Up 2.0 (2017), Fanghoumé (2019) und Hydráos (2020) wurde diese Art des Körperillusionstheaters weitergeführt.
Ab 2002 wendet sich die Company auch der Sprache auf der Bühne zu, die Darsteller beginnen zu sprechen und wagen sich an unterschiedlichste Textsorten heran: so zum Beispiel an einen soziologischen, wissenschaftlichen Text von Manfred Wöhlcke über Soziale Entropie (manifest, 2002) oder an literarische Texte über den Artus-Mythos (2010). Für Eurydike (2004) schrieb die österreichische Schriftstellerin Barbara Neuwirth für das Ensemble ein Theaterstück, das als Dreispartenstück (Kammerorchester, Schauspielensemble, Tänzerensemble) vom Brucknerfest Linz beauftragt wurde. Die Zusammenarbeit mit dem ägyptischen Regisseur Mahmoud Aboudoma und seinem Ensemble ägyptischer Schauspieler mündete in das sparten- und kulturenübergreifenden Stück Coppercity 2001, eine Bearbeitung einer der Geschichten aus 1001 Nacht, das in den darauffolgenden Jahren zu Festivals im Nahen und Mittleren Osten, in den Maghreb und auch nach Pakistan eingeladen wurde.
Auf der Suche nach neuen Kooperations- und Ausdrucksformen erweiterte die Company ab 2004 die Besetzung der künstlerischen Leitung durch Zusammenarbeit mit Regisseuren und Choreographen (Arturas Valudskis, Rebecca Murgi, Shlomo Bitton, Teresa Ranieri, Mahmoud Aboudoma, Robert Pienz, Iris Heitzinger).
Nach wechselnden musikalischen Partnern in den ersten Jahren der editta braun company (Peter Angerer, Stefan Schubert, Rudolf Habringer live auf der Bühne, Peter Valentin als Komponist) und Rückgriffen auf verschiedene Klassiker wie Zeitgenossen begleitet seit 1997 der französische Komponist und Musiker Thierry Zaboitzeff alle Produktionen der editta braun company. Er kreiert Klanggemälde, die auch als eigenständige musikalische Werke bestehen und zum größten Teil auf Alben veröffentlicht wurden. Die nun schon lange andauernde Zusammenarbeit der editta braun company mit Thierry Zaboitzeff ist eine künstlerisch höchst fruchtbare Symbiose.
Die Lichtdesigner Thomas Hinterberger und Peter Thalhamer schließlich schaffen sehr spezifische Licht- und Farbräume (zum Beispiel unabdinglich für das Funktionieren der Stücke in Luvos, vol. 2, planet LUVOS, König Artus, Paula und Close Up).

## Die „Luvos“-Reihe

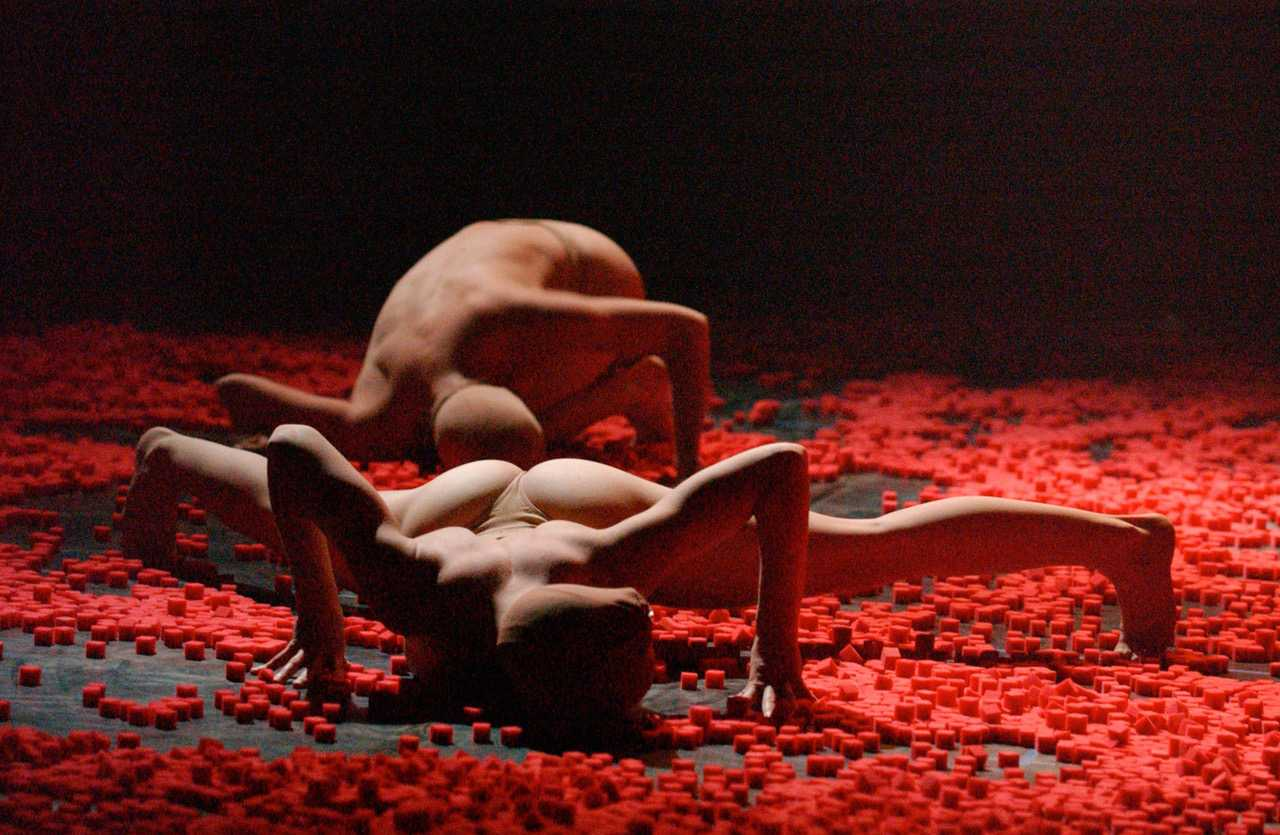
editta braun company: Luvos, Vol.2
Aufführungsfoto Jo Grabowski

In den mittlerweile sieben Stücken aus der Luvos-Reihe, von Lufus des Kollektivs Vorgänge (Uraufführung 1985) über Luvos, vol.2 (editta braun company, 2001), planet LUVOS (ebc 2012) und Close Up (ebc 2015) bzw. Close Up 2.0 (ebc 2017) bis hin zu Fanghoumé (ebc 2019) und Hydráos (2020), schlägt sich die kontinuierliche Recherche Editta Brauns und ihrer Company zur visuellen Überwindung der Körpergrenzen durch ein innovatives Körperillusionstheater nieder. LUVOSmove® ist die geschützte Bezeichnung für die von editta braun company über mehr als zwei Jahrzehnte hinweg entwickelte, sehr spezielle und rein weibliche Körpersprache, die seit einem Kolloquium 2021 an der Anton Bruckner Universität Linz auch wissenschaftlich erforscht wird. Mit dem Kurzfilm LUVOS migrations (2022) wird die Luvos-Ästhetik neuerdings auch im Film genutzt.
Luvos, vol.2 wurde am 18. Juli 2001 im Sommerszene Festival in Salzburg zur Premiere gebracht und zwischen 2001 und 2012 vor insgesamt ca. 15.000 Zusehern aufgeführt. Einige der Stationen waren Jerusalem und Tel Aviv, Thessaloniki, Nowosibirsk und Moskau, Marseille, Limassol und Nicosia, Brüssel, Tallinn, Kaunas, Riga, Wien, Salzburg und Linz. Hier feierte auch am 27. September 2012 im Rahmen des Brucknerfests die nächste Version des Luvos-Themas Premiere: planetLUVOS.
Mit der Erforschung dieser besonderen Ästhetik eines rein weiblichen Körpertheaters, das mit dem Aufbau eines regelrechten Luvos-Ensembles von auf dieses Bewegungsrepertoire spezialisierten Tänzerinnen einherging, begibt sich die Company über die Grenzen des herkömmlichen zeitgenössischen Tanzes und auch des Tanztheaters hinaus. Das zeigt auch die Tatsache, dass die Produktionen Luvos, vol.2 (2012) und planetLUVOS (2014) sowie Close Up (2016) zum manipulate-Festival in Edinburgh eingeladen waren. Die Einbeziehung von Live-Musik (Konzertpianistin) in die beiden Close Up-Versionen öffnet die „Luvos“-Reihe darüber hinaus in ein Zusammenspiel synästhetischer Elemente.

## Ensemble

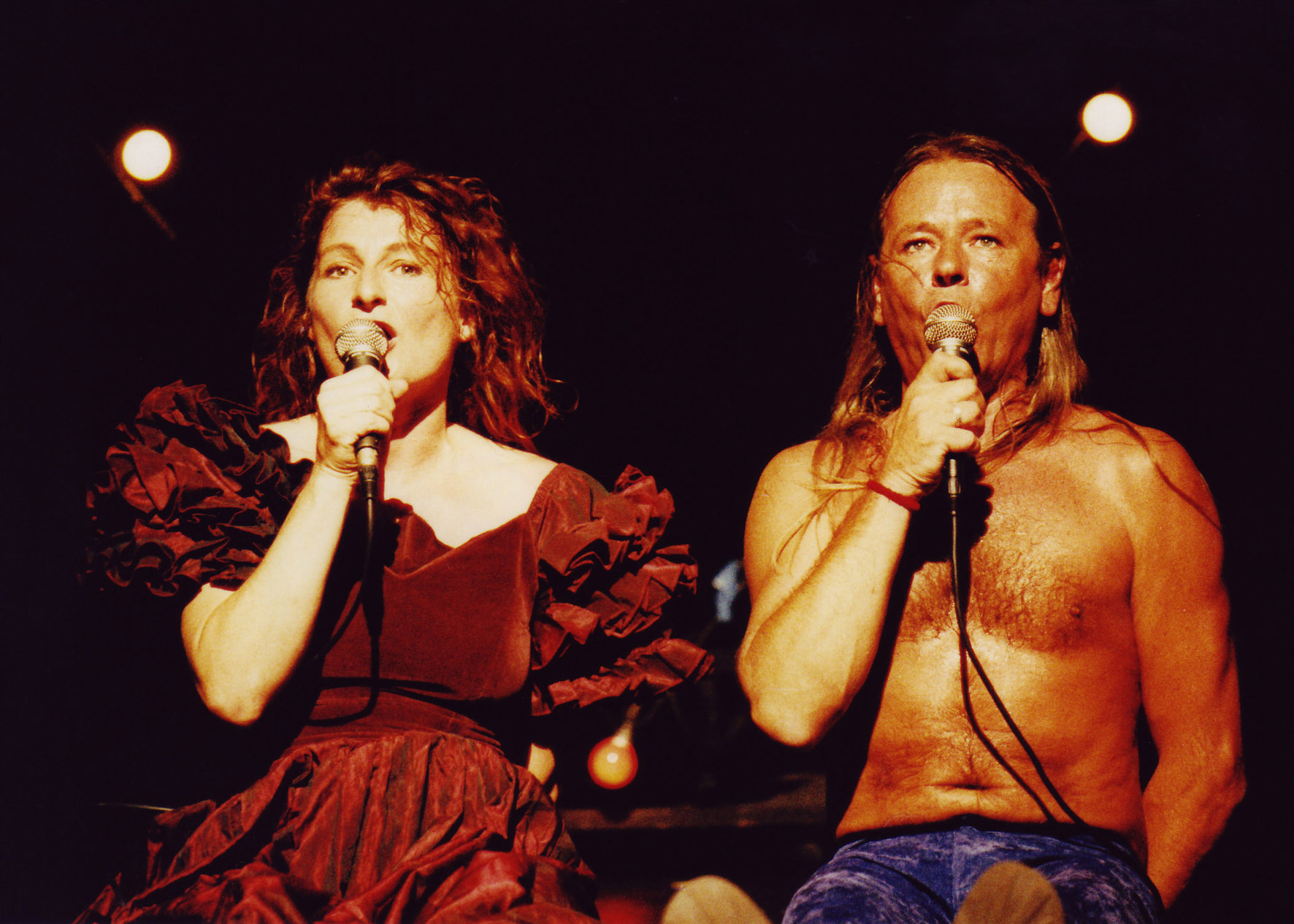
1997, Heartbeat, editta braun company

Der kreative Arbeitsprozess der editta braun company ist bestimmt durch die Zusammenarbeit von Künstlern unterschiedlicher Disziplinen: Tanz, Schauspiel, Komposition, Regie, Schriftstellerei, Dramaturgie, Video, Lichtdesign.
In den langen Jahren des Bestehens der Company haben viele herausragende Künstler ihr kreatives Potential beigesteuert, in den Anfängen insbesondere Céline Guillaume und Georg Blaschke sowie der französische Tänzer und Choreograph Jean Babilée, für den Jean Cocteau gemeinsam mit Roland Petit 1946 das Stück Le jeune homme et la mort geschaffen hatte. Diese Zusammenarbeit beförderte auch die internationale Wahrnehmung der Company. Der Komponist Peter Valentin steuerte in dieser Zeit die Kompositionen bei.
Seit 1997 basiert ein guter Teil der Unverwechselbarkeit der Company auf den Kompositionen Thierry Zaboitzeffs, Komponist der Linzer Klangwolke 2011, die trotz aller Vielfalt eine spezifische und wiedererkennbare Farbe beitragen und die für die Company so typische Kommunikation zwischen Musik und theatralem, bewegtem Bild erst ermöglichen.
Zehn Jahre lang trug die Tänzerin Barbara Motschiunik alle Produktionen mit, ab 2006 stießen Anna Maria Müller und Tomaz Simatovic zur Gruppe. Sie sind für einen Schub an internationaler Bedeutung und damit ausgedehnten Tourneereisen verantwortlich. Ab 2010 verjüngte sich das Profil der Darsteller. Mit Iris Heitzinger, Dante Murillo, Martyna Lorenc, Jerca Rožnik Novak und anderen wuchs eine junge Generation nach. Zuletzt bereicherten Cat Jimenez die Arbeit der Company um Elemente der HipHop-Kultur und Maja Mirek um Performance-Elemente. Die 1946 geborene Myrtó Dimitriádou setzte 2021 in long life einen ganz eigenen starken Akzent.
Stilbildend für die editta braun company sind auch die kraftvollen Lichtdesigns von Thomas Hinterberger und Peter Thalhamer sowie die dramaturgische Betreuung durch Gerda Poschmann-Reichenau.

## Künstlerischer Stil
Der Stil der editta braun company ist zum einen dynamisch-sportlich sowie zum anderen politisch engagiert. Es stehen große theatrale Gesten und die Schaffung starker, bewegter Bilder neben humoristischen Einwürfen. Die emotionale Nähe zum Publikum wird mit den unterschiedlichsten Mitteln der darstellenden Kunst gesucht: Musik, Aufbau und Bruch von Spannungsbögen, zuweilen opulente Kostüme, Lichtdesign, wobei auch Verständlichkeit und „Lesbarkeit“ des Bühnengeschehens in unterschiedlichen kulturellen Kontexten wichtig erscheint. Musik und Lichtdesign sind somit stets wesentlicher Bestandteil einer Produktion und gestalten den künstlerischen Ausdruck eines jeden Stückes zu einem sehr großen Teil mit.

## Touring
Die editta braun company tourt in Europa, Asien, Afrika und ist bei renommierten und auch ungewöhnlichen Festivals zu Gast.

## Werke
- 1989: Die Jagd (Quintett)
- 1990: Materialien für Tanz & Musik (Tanz und Live-Musik)
- 1991: Collision (Duett mit Jean-Yves Ginoux)
- 1992: but kind old sun will know ... (Tanztheater)
- 1993: La vie, c’est contagieux (Tanztheater mit Jean Babilée)
- 1993: Collision (Tanzkurzfilm von Othmar Schmiderer), AT, 25 Min., Bronzemedaille beim New York Filmfestival
- 1994: Voyage à Napoli (Tanz & Rock’n Roll live).
- 1994: La Vie, c’est contagieux. Beobachtungen bei der Arbeit (Videodokumentation von Wolfram Paulus), AT, 24 Min., englisch/französisch
- 1995: Titania – Suchbild in Bewegung zu Sisi, Kaiserin von Österreich, Königin von Ungarn (Duett mit Céline Guillaume)
- 1996: Im Dschungel des Pianisten (Tanzfabel für junge Gemüter)
- 1997: Heartbeat – concerto for dance & music, op. 1 (Duo Musik und Tanz mit dem Musiker und Komponisten Thierry Zaboitzeff)
- 1998: India (entstanden in Bangalore, Südindien)
- 1999: Miniaturen (Tanz und Live-Musik, Auftragswerk für das Eröffnungsfest der Salzburger Festspiele)
- 2000: Nebensonnen (Quartett)
- 2001: Luvos, vol. 2 (Quintett, Körperillusionstheater)
- 2002: manifest (Schauspiel, Tanz und Martial Arts; entstanden im Senegal)
- 2002: editta braun company in Dakar (Videodokumentation zum Entstehungsprozess des Bühnenstücks manifest)
- 2003: Tajine (Improvisationsprojekt mit Tanz, Schauspiel, Live-Musik)
- 2004: Eurydike (Symbiose aus drei Sparten zum Theaterstück Eurydike von Barbara Neuwirth)
- 2005: oXalis (entstanden in Griechenland und Österreich)
- 2006 Eurydike revisited (Auftragsarbeit für das Welttheaterfestival Carnuntum)
- 2006: Matches of Time (Tanztheater; entstanden in Italien und Österreich)
- 2007: Coppercity 1001 (Schauspiel und Tanz; entstanden in Ägypten und Österreich)
- 2007: e.poration (Kurzfilm von Hannes Klein), AT, 15 Min., deutsch
- 2008: Wenn ich einmal tot bin, komme ich ins Paradies (Tanz und Livemusik)
- 2009: Abseits (Tanztheater; entstanden in Portugal und Österreich)
- 2010: König Artus (Tanz und Schauspiel)
- 2011: schluss mit kunst (Tanz und Schauspiel)
- 2012: planet LUVOS (Tanz und Körperillusionstheater)
- 2013: derzeit wohnhaft in (Tanztheater, Solo)
- 2014: Paula (Solo)
- 2014: instant (surprise performance)
- 2015: close up (Klavierkonzert mit Aysedeniz Gökcin und Körpertheater)
- 2016: LoSt (Tanztheater, Duo)
- 2017: Close Up 2.0 (Klavierkonzert mit Cécile Thévenot und Körpertheater)
- 2018: trails (Tanztheater, Quartett unter Verwendung von Bildern aus dem Film „Homo sapiens“ von Nikolaus Geyrhalter)
- 2019: Fanghoumé (Körperillusionstheater)
- 2019: Layaz (Tanzduo Urban Dance)
- 2020: Hydráos (Körperillusionstheater)
- 2020: Hydrolákis (3 Kurzfilme)
- 2021: long life (Duo Schauspiel, Tanz)
- 2022: NaYmA (Solo)
- 2022: LUVOS migrations (Kurzfilm), Editta Braun & Menie Weissbacher, AT, 19 Min
- 2022: Making of LUVOS migrations (Dokumentarfilm), Maja Mirek, AT, 15 Min.
- 2023: ALLES ANDERS, eine Surprise Performance für 6 Tänzer, eine Choreographin und einen Lichtdesigner, 50 Min.
- 2024: Proximity (Tanzstück für nur 6 Zuseher), 30 Min.

## Preise
- 1986: Zweiter Preis und Preis für die Innovativste Choreographie beim Concours Chorégraphique International de Bagnolet in Paris für Lufus des Kollektivs Vorgänge[46]
- 1995: Bronzemedaille beim New York Film Festival für Collision, Regie Othmar Schmiderer[47]
- 2001: Preis für die beste Regie beim Cairo International Festival for Experimental Theatre für Nebensonnen[48]
- 2014: Internationaler Preis für Kunst und Kultur der Stadt Salzburg[49]
- 2017: Großer Kunstpreis des Landes Salzburg[50]
- 2022 Preis für die beste Ensembleperformance beim Cairo International Festival for Experimental Theatre
- 2023 Cairo Breaking Walls Festival, Special Jury Award Music für den Tanzfilm LUVOS migrations
- 2023 3rd place of Best Overall Dance Film Winners beim FlorenceDanceOnScreen für den Tanzfilm LUVOS migrations
- 2023 Best Visual Language Award beim Moving Body Festival in Varna / Bulgarien für den Tanzfilm LUVOS migrations
- 2024 Best Experimental Short Film beim Sittannavasal International Film Festival / Indien für den Tanzfilm LUVOS migrations